# Sibogella erecta
Sibogella erecta is een hydroïdpoliep uit de familie Plumulariidae. De poliep komt uit het geslacht Sibogella. Sibogella erecta werd in 1911 voor het eerst wetenschappelijk beschreven door Billard. 